# Гава, Сильвио
Сильвио Гава (итал. Silvio Gava, 25 апреля 1901, Витторио-Венето, Королевство Италия — 23 декабря 1999, Рим, Италия) — итальянский юрист и государственный деятель, министр промышленности и торговли Италии (1953, 1957—1958 и 1970—1972).

## Биография
После получения высшего юридического образования в Неаполитанском университете работал по специальности в Южной Италии.
Политически вышел из молодежного крыла Католического действия, был членом Народной партии с 1919 г. Через год он стал секретарем провинциальной рабочей ассоциации Салерно.
В период фашистской диктатуры работал в различных католических политических организациях, был президентом епархиального управления Кастелламаре-ди-Стабия.
В январе 1944 г. присоединился к комитету Национального освобождения в Бари, а затем стал одним из лидеров ХДП на юге Италии, в 1946 г. вошел в состав Национального совета и Центрального исполнительного совета партии.
С 1948 по 1976 гг. избирался в итальянский сенат.
Неоднократно занимал должности в Совете Министров Италии:
- 1949—1950 гг. — заместитель министра казначейства,
- 1950 г. — заместитель министра бюджета,
- 1951—1953 гг. — заместитель министра казначейства,
- 1953 г. — министр промышленности и торговли,
- 1953—1956 гг. — министр казначейства,
- 1957—1958 гг. — министр промышленности и торговли.

Также был на руководящих постах в сенате:
- 1958—1960 гг. — председатель постоянной комиссии по промышленности, внутренней и внешней торговле и туризму,
- 1960—1968 гг. (с небольшим перерывом) — председатель фракции ХДП,
- 1962—1963 гг. — председатель постоянной комиссии по международным делам.

Затем вновь занимал руководящие должности в правительстве Италии:
- 1968—1970 гг. — министр министра юстиции и помилования,
- 1970—1972 гг. — министр промышленности, торговли и ремесел
- 1973—1974 гг. — министр без портфеля, ответственный за вопросы организации государственного управления.

Его сын, Антонио Гава, избирался в Палату депутатов и занимал министерские посты в правительстве страны.